# Härön
Härön är en ö och en bebyggelse i Klövedals socken i Tjörns kommun i Bohuslän. Nästan all bebyggelse är samlad på öns östsida och till och med 1995 klassades Härön som en småort. Ön skiljs från Tjörn av det smala Kyrkesundet, lokalt benämnt "Rännan". Västtrafik upprätthåller färjeförbindelse med Kyrkesund med M/S Härön.
Södra delen av Härön kallas för Stavsundsholmen, och var förr en egen ö. Såväl Stavsundsholmens, som Häröns, tätbebyggelse var förr fiskelägen som ingick i Kyrkesunds municipalsamhälle. Större delen av ön utgör Häröns naturreservat.
Den äldsta kända bosättningen på ön är från slutet av 1500-talet. På 1800-talet blev Härön en av Västkustens viktigaste utskeppningshamnar för havre till Storbritanniens hästar. Ett stort havremagasin uppfördes på ön 1847. Det har senare använts för olika slags handelsverksamhet. Från 1930-talet till slutet av 1990-talet fanns här en handelsbod, som först furnerade fartyg för seglatserna över Nordsjön och senare var speceriaffär. Byggnaden renoverades under 2000-talet och inrymmer idag Restaurang Magasinet.
I slutet av 1800-talet blev Härön en populär turistort. Karl Nordström bodde  periodvis på ön från 1893 och 25 år framåt. Andra kända konstnärssommargäster har varit Anders Zorn, Carl Wilhelmson, Vera Nilsson och Nisse Zetterberg.
Under början av 1900-talet fanns här ett sillsalteri. Vid mitten av 1900-talet bereddes långa på ön.
Under 1960-talet började ön att avfolkas. År 1906 bodde här 146 personer, 1975 75 och 2012 29 bofasta. Antalet sommarboende är närmare 500.